# 东帝汶地理
东帝汶民主共和国是东南亚小巽他群岛中的一个岛国，领土包括帝汶岛东部和西部北海岸被印尼西帝汶所包围的飞地欧库西區以及附近的阿陶罗岛、雅科岛等。北部濒临翁拜海峡、威塔海峡和班达海，南部隔帝汶海与澳大利亚相望。境内多山，位于阿伊纳罗县境内的塔塔迈劳山海拔2963米，为东帝汶和帝汶岛上的最高点。
东帝汶位于南纬 8°～10°，东经124°～128.8°之间。地处东南亚潮湿型气候带与澳大利亚大陆干燥气候带的交界处，旱季、雨季分明，全年高温。平原、谷地属热带草原气候，其它地区为热带雨林气候。森林与山地约占总面积的76.5％。